# الکس باسو
الکس باسو (انگلیسی: Alex Basso؛ زادهٔ ۱۹۶۰ (۶۴–۶۵ سال)) بازیکن فوتبال اهل ایالات متحده آمریکا است.